# 築地警察署
築地警察署（つきじけいさつしょ）は、東京都中央区築地一丁目にある、警視庁が管轄する警察署の一つ。第一方面本部所属。中央区の京橋地区南部を管轄している。署員数およそ280名の大規模警察署であり、署長は警視正。
識別章所属表示はMH。車両の対空表示は「築」。

## 所在地
- 東京都中央区築地一丁目6番1号
  - 最寄駅：東京地下鉄有楽町線○新富町駅

## 管轄区域
中央区の西南部を管轄している。
- 銀座一・二・三・四・五・六・七・八丁目
- 築地一・二・三・四・五・六・七丁目
- 新富一・二丁目
- 入船一・二・三丁目
- 湊一・二・三丁目
- 明石町
- 浜離宮庭園

かつては伊豆・小笠原諸島に分署を設けて管轄内としていた。

## 沿革
- 1875年（明治8年）5月1日：警視第一分庁第三署開設。
- 1881年（明治14年）1月14日：築地警察署および築地巡査駐屯所開設。
- 1881年（明治14年）3月21日：築地警察署および新富町警察署統合。京橋警察署開設。
- 1910年（明治43年）12月17日：築地警察署に改称。翌・1911年（明治44年）に任命された初代署長は当時の凶悪事件や迷宮事件を幾つも解決した事で有名人だった警視庁の刑事、武東晴一（モト冬樹の曽祖父）だった。
- 1926年（大正15年）4月10日：関東大震災により庁舎全焼のため、現在地に移転
- 1963年（昭和38年）: 庁舎老朽化のため聖路加国際病院旧病棟を仮庁舎とし移転
- 1966年（昭和41年）1月15日：新庁舎完成・仮庁舎より移転
- 1973年（昭和48年）: 庁舎の一部を5階に増築
- 1991年（平成3年）: 庁舎建替のため旧中央区立第二中学校を仮庁舎とし移転
- 1993年（平成5年）8月12日：現庁舎完成・仮庁舎より移転

## 組織
- 警務課
- 会計課
- 交通課
- 警備課
- 地域課
- 刑事組織犯罪対策課
- 生活安全課

## 交番
全て中央区。駐在所はない。

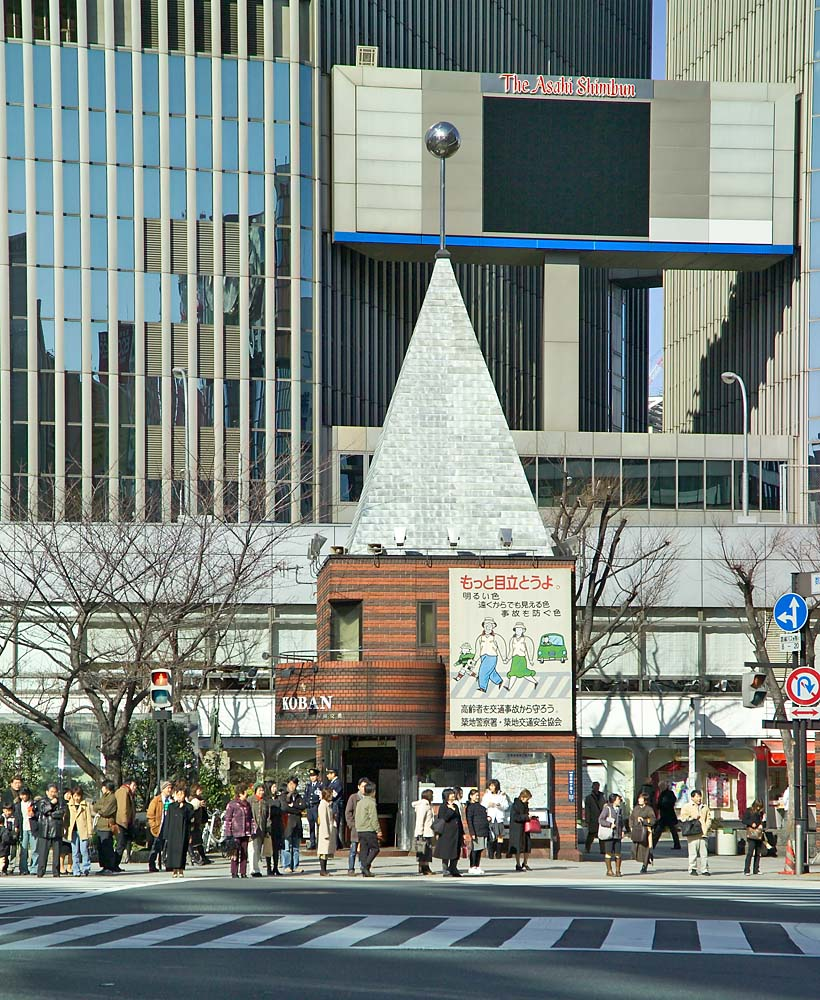
警視庁築地警察署数寄屋橋交番

- 銀座四丁目交番（中央区銀座五丁目7番2号先） - 銀座四丁目交差点にある。
- 銀座一丁目交番（中央区銀座一丁目2番4号）
- 数寄屋橋交番（中央区銀座四丁目1番2号）
  - 1982年(昭和57年)に立て替えられたときに屋根のデザインを決める際に模型の上に仮のものとして待ち針を刺したところ、そのまま屋根のデザインとして採用されたという経緯がある[1]
- 小田原町交番（中央区築地六丁目1番11号）
- 湊交番（中央区湊一丁目6番5号）
- 新富町交番（中央区新富二丁目14番6号）
- 銀座八丁目交番（中央区銀座八丁目11番14号）

### 廃止された交番
- 土橋交番（中央区銀座八丁目3番7号）※2007年（平成19年）3月で数寄屋橋交番に統合され廃止。現在は土橋地域安全センター。
- 三原橋交番（中央区銀座四丁目9番10号）※2007年（平成19年）3月で銀座一丁目交番に統合され廃止。現在は三原橋地域安全センター。
- 中央市場交番（中央区築地五丁目2番1号）※中央市場移転に伴い休止。

## 不祥事・出来事
- 2022年6月26日、警務課留置係の巡査が、居酒屋の更衣室で現金を盗んだとして、窃盗と建造物侵入の疑いで逮捕された。同巡査には、同月25日、中野区内の居酒屋で同僚との飲み会中に、更衣室に侵入し、複数の従業員の荷物から合計約4万円の現金を盗んだ疑いがある[2]。
- 戦前、プロレタリア作家として知られる小林多喜二が特別高等警察の刑事によって当署で取り調べを建前とした激しい拷問を受け、死亡した。